# Neu-Anspach
Neu-Anspach è un comune tedesco situato nel land dell'Assia.

## Gemellaggi
Saint-Florent-sur-Cher (Francia
Sentjur (Slovenia)
Thalgau (Austria)